# Зоря-Енергія

Футбольний клуб «Зоря-Енергія» —  аматорський футбольний клуб з райцентру смт Романів Романівського району Житомирської області. Виступає у Вищій лізі чемпіонату Житомирської області.

## Історія
Клуб створено у 2007 році Куликом Павлом Володимировичем, як правонаступник ФК «Зоря», який було створено ще в 50-60 рр. ХХ ст. На поч. 2000 років клуб було реорганізовано. Пізніше знову відновили клуб тільки уже під назвою ФК «Еней» (Романів). У 2005 та 2006 роках селище лишалося без футболу (хіба-що у 2006 Романів зіграв одну гру у Кубку області).
Перший рік у нинішньої команди ФК «Зоря-Енергія» в першості Житомирської області 2007 вийшов пробним — 6 місце серед 9 команд. А от наступного — 2008 — «Зоря-Енергія» перемогла у змаганнях першої ліги і здобула право виступати у Вищій лізі Чемпіонату Житомирської області з футболу.
2009 рік вийшов, як і пробний в першій лізі 2007 року, (команда зайняла передостаннє місце).
А от наступного розіграшу  Вищої ліги 2010 року, ФК «Зоря-Енергія» стала віце-чемпіоном Житомирської області. Тим самим досягнувши найвищої вершини за всю свою понад 50-ти річну історію існування.

## Досягнення
- Переможець («мале золото») першої ліги Житомирської області: 2008
- Віце-чемпіон (2 місце) Вищої ліги  Чемпіонату Житомирської області з футболу: 2010

## Найбільша перемога
- 6 вересня 2008 року, 15 тур першості Житомирської області, «Зоря-Енергія» (Романів) 7:1 «Керамік» (Баранівка).
- 20 вересня 2014 року, 15 тур Чемпіонату Житомирської області ФК "ЗОРЯ-ЕНЕРГІЯ" (Романів) 8:1 ФК"ШТУРМ"(ОЛЕВСЬК)

## Титульний спонсор клубу
- ВАТ «ЕК „Житомиробленерго“»

- Колишні спонсори клубу — ВАТ «Романівський склозавод» (з поч. 60-х — 2001 р.) та  ДП «Еней» (2002-03рр.)